# Tochigi
Tochigi (jap. 栃木市 Tochigi-shi, deutsch ‚[kreisfreie] Stadt Tochigi‘, englisch City of Tochigi/Tochigi City/Tochigi, Tochigi) ist eine Stadt in der gleichnamigen japanischen Präfektur (-ken) Tochigi. Die Stadt Tochigi war als ursprüngliche Präfekturhauptstadt namensgebend für die Präfektur Tochigi, welche seit 1884 aufgrund der Neuernennung Utsunomiyas als Präfekturhauptstadt und Verwaltungssitz ersetzt wurde.

## Geschichte

Flagge der „alten“ Stadt Tochigi vor 2010

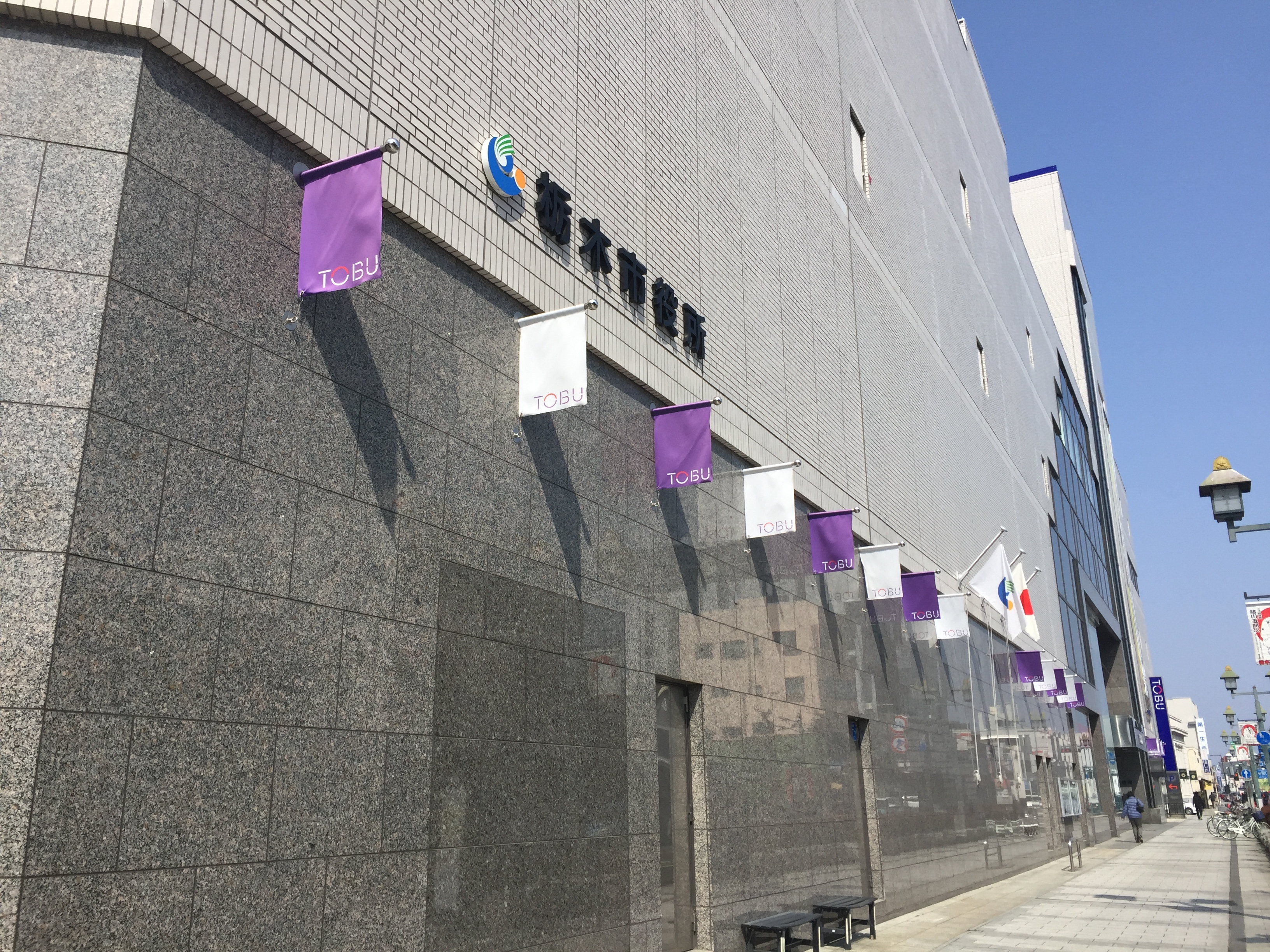
Das Gebäude des Rathauses von Tochigi wird seit 2014 genutzt. Komplexe Anlage mit Tobu-Kaufhaus

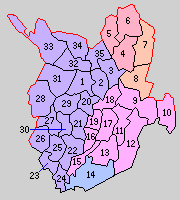
Gemeinden im Landkreis Unter-Tsuga 1889, 1: die damalige Kreisstadt Tochigi; in lila: das heutige Gebiet von Tochigi-shi, das sich 2011 auch in den nördlich angrenzenden, ehemaligen Kreis Ober-Tsuga (Kami-Tsuga) ausdehnte

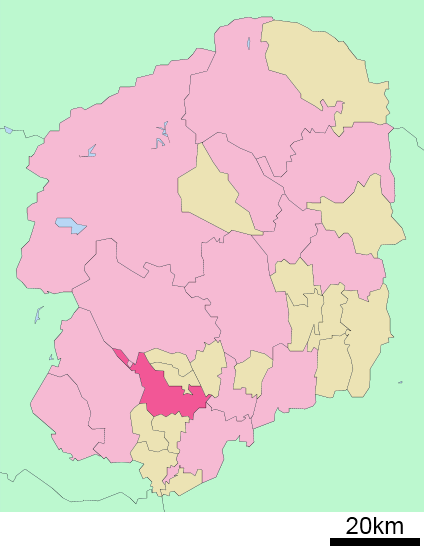
Lagekarte der „alten“ Stadt Tochigi in der Präfektur Tochigi 2009

Die bis dahin bestehende Stadt Tochigi (栃木町) im Kreis Shimo-Tsuga (vor 1878 Tsuga) wurde am 1. April 1937 zur kreisfreien Stadt (-shi) Tochigi. In der Großen Shōwa-Gebietsreform der 1950er Jahre wurden in zwei Schritten fünf umliegende Dörfer eingemeindet.
2010 fusionierte die alte Stadt Tochigi (122 km², 80.793 Einwohner) im Zuge der großen Heisei-Gebietsreform mit drei Städten aus Shimo-Tsuga zu einer neuen Stadt Tochigi. 2011 und 2014 wurden zwei weitere Städte eingemeindet.

## Geographie
Tochigi liegt nordwestlich von Oyama, südwestlich von Utsunomiya und östlich von Sano.

## Sehenswürdigkeiten
- Mangan-ji
- Manpuku-ji

## Verkehr
- Straße
  - Tōhoku-Autobahn
  - Nationalstraße 293
- Zug
  - JR Ryōmō-Linie, nach Maebashi und Oyama
  - Tōbu Nikkō-Linie, nach Asakusa und Nikkō
  - Tōbu Utsunomiya-Linie, nach Utsunomiya

## Söhne und Töchter der Stadt
- Isson Tanaka (1908–1977), Maler
- Toyo Shibata (1911–2013), Dichterin
- Tomoko Yamaguchi (* 1964), Schauspielerin
- Hitoshi Saitō (* 1986), Leichtathlet
- Kōji Hachisuka (* 1990), Fußballspieler
- Takamitsu Tomiyama (* 1990), Fußballspieler
- Momoko Ohtani (* 1995), Rollstuhltennisspielerin

## Partnerstädte
| Stadt                              | Land                | seit     | Bemerkung | Quelle      |
| ---------------------------------- | ------------------- | -------- | --------- | ----------- |
| Evansville, Indiana                | Vereinigte Staaten  | N/A      | –         |             |
| Jinhua, Zhejiang                   | Volksrepublik China | N/A      | –         |             |
| Reileifzen, Bevern (Niedersachsen) | Deutschland         | Mai 2012 | –         | [ 1 ] [ 2 ] |

## Angrenzende Städte und Gemeinden
- Oyama
- Kanuma
- Sano
- Shimotsuke